# Vinay (Isère)
Vinay è un comune francese di 4 069 abitanti situato nel dipartimento dell'Isère della regione dell'Alvernia-Rodano-Alpi.

## Storia

### Simboli
Il delfino d'azzurro in campo d'oro ricorda l'appartenenza del paese al Delfinato.

## Società

### Evoluzione demografica
Abitanti censiti

## Amministrazione

### Gemellaggi
- San Possidonio